# Абрамов Спартак Іванович
Спарта́к Іва́нович Абра́мов (16 липня 1930 , Казанка, Криворізька округа  — 15 липня 1993 , Апостолове, Дніпропетровська область ) — радянський колгоспник, ланковий колгоспу «Перше Травня» Апостолівського району Дніпропетровської області Української РСР. Герой Соціалістичної Праці (1971).

## Біографія
Народився 16 липня 1930 року у селі (нині — селище) Казанка.
Закінчивши школу фабрично-заводського учнівства, почав працювати підземним бурильником на шахті імені С. Орджонікідзе у Кривому Розі. Був призваний на строкову службу, яку проходив у Військово-морському флоті. Після звільнення в запас повернувся працювати на рудник.
У 1956 році за власним проханням був направлений на роботу в сільське господарство. Переїхав до села Перше Травня Апостолівського району Дніпропетровської області, де почав працювати причіпником у колгоспі «Перше Травня». Закінчивши курси трактористів, став працювати механізатором.
У 1962 році очолив механізовану рільничу ланку, пізніше — механізований загін із вирощування сільськогосподарських культур на зрошуваних землях. Під керівництвом Абрамова рільнича ланка домоглася одержання врожайності до 438 центнерів буряка, 193 центнери картоплі, 400 центнерів кукурудзи на силос із гектара. Ланка однією з перших перейшла на роботу з оплатою за кінцевим результатом — за підсумками року члени ланки отримували по 1600—1700 рублів додаткової оплати.
Домагався високих результатів праці, ставав одним із найкращих механізаторів Апостолівського району та Дніпропетровської області.
Указом Президії Верховної Ради СРСР від 8 квітня 1971 року за видатні успіхи, досягнуті в розвитку сільськогосподарського виробництва та виконанні п'ятирічного плану продажу державі продуктів землеробства і тваринництва, Абрамову Спартаку Івановичу присвоєно звання Героя Соціалістичної Праці з удостоєнням ордена Леніна і золотої медалі «Серп і Молот».
Надалі щорічно механізований загін, під керівництвом Спартака Івановича, домагався високих трудових показників.
1985 року вийшов на пенсію.
Помер 15 липня 1993 року в Апостоловому, похований у селі Перше Травня Апостолівського району Дніпропетровської області.

## Нагороди
- Заслужений меліоратор Української РСР (1965);
- Орден Трудового Червоного Прапора (30.04.1966);
- Медаль «Серп і Молот» (8 квітня 1971 № 17519);
- двічі Орден Леніна (8 квітня 1971 р., № 409332).